# Печёночная колика
Печёночная колика (лат. colica hepatica), также жёлчная колика (colica biliaris) — острая, резкая боль (колика) в правом подреберье.
Симптомы: внезапная острая боль в области правого подреберья, боль может отдаваться по всему животу, в правое плечо и межлопаточное пространство. Как правило, длится до нескольких часов, при этом, в отличие от других видов колик, интенсивность боли обычно постоянна. Может сопровождаться рвотой. Колика может быть спровоцирована приёмом жирной или острой пищи, резкими движениями, работой в наклонном положении. 
Приступ жёлчной колики является основным синдромом жёлчнокаменной болезни, появляясь в результате нарушения оттока жёлчи из жёлчного пузыря, вызванного закупоркой камнями из жёлчного пузыря внутрипечёночных жёлчных протоков или общего жёлчного протока.
Колики могут появляться также при дискинезии жёлчевыводящих путей, хроническом бескаменном холецистите.
При жёлчнокаменной болезни после окончания приступа больной чувствует себя здоровым, исследования жёлчного пузыря и печени не показывают никаких отклонений, в редких случаях жёлчная колика заканчивается выходом в кишечник небольшого камня, который можно через день-два обнаружить в кале.
Диагноз при печеноченой колике ставится на основании клинической картины, ультразвукового исследования печени и жёлчного пузыря и рентгенографии жёлчного пузыря.
Боль может быть ослаблена приёмом анальгетиков и спазмолитиков.